# Stazione di Ospedaletto
Ospedaletto è una fermata dismessa della linea della Valsugana Trento – Venezia a servizio del paese di Ospedaletto. Si trova tra le stazioni di Strigno e quella di Grigno.

## Storia
La stazione fu aperta il 27 aprile 1896, con l'inaugurazione della linea ferroviaria Trento-Tezze di Grigno. I treni hanno smesso di fermarsi alla stazione alla fine degli anni sessanta del XX secolo. Il personale di RFI smise di presidiare l'edificio nel 2006, quando sistemi automatizzati installati anche su questa linea per il controllo dei passaggi a livello sostituì la manovra umana.

## Dati ferroviari
Il fabbricato viaggiatori, al giorno d'oggi abbandonato, si sviluppa su un unico piano. L'unico particolare degno di interesse è la scritta del nome del paese effettuata con lo stile del mosaico.